# Симиха
Симиха (др.-греч. Σιμίχη, V век до н. э.) — супруга македонского царя Пердикки II.

## Биография
От связи с Пердиккой II у Симихи родился сын Архелай.
Согласно содержанию диалога Платона «Горгий», Симиха была рабыней Алкета, брата Пердикки. Клавдий Элиан в своих «Пёстрых рассказах» также называет её, «исходя из слухов», рабыней. Многие современные учёные, например, Ф. Гейер, Н. Хаммонд, У. Гринуолт, Э. Кэрни относятся к этим сообщениям древних авторов критически и полагают их отзвуком античной пропаганды, направленной против Архелая или неполным пониманием сути полигамии, существовавшей при македонском царском дворе. При этом исследователи опираются, в частности, на содержание договора 423/422 годов до н. э., заключенного между Афинами и Македонией, в котором указаны представители правящей династии. По их мнению, Симиха являлась легитимной женой Пердикки. Хотя, например Э. Додс не увидел оснований не доверять сведениям, переданным Платоном.
Пердикка, вероятно, вступил в брак с Симихой, являвшейся, по всей видимости, знатной македонянкой, в начале своего царствования. Она была первой супругой Пердикки, а второй стала Клеопатра.